# Inga mucuna
Inga mucuna là một loài rau đậu thuộc họ Fabaceae.
Loài này có ở Colombia và Panama.
Chúng hiện đang bị đe dọa vì mất môi trường sống.